# 다카테루 신사

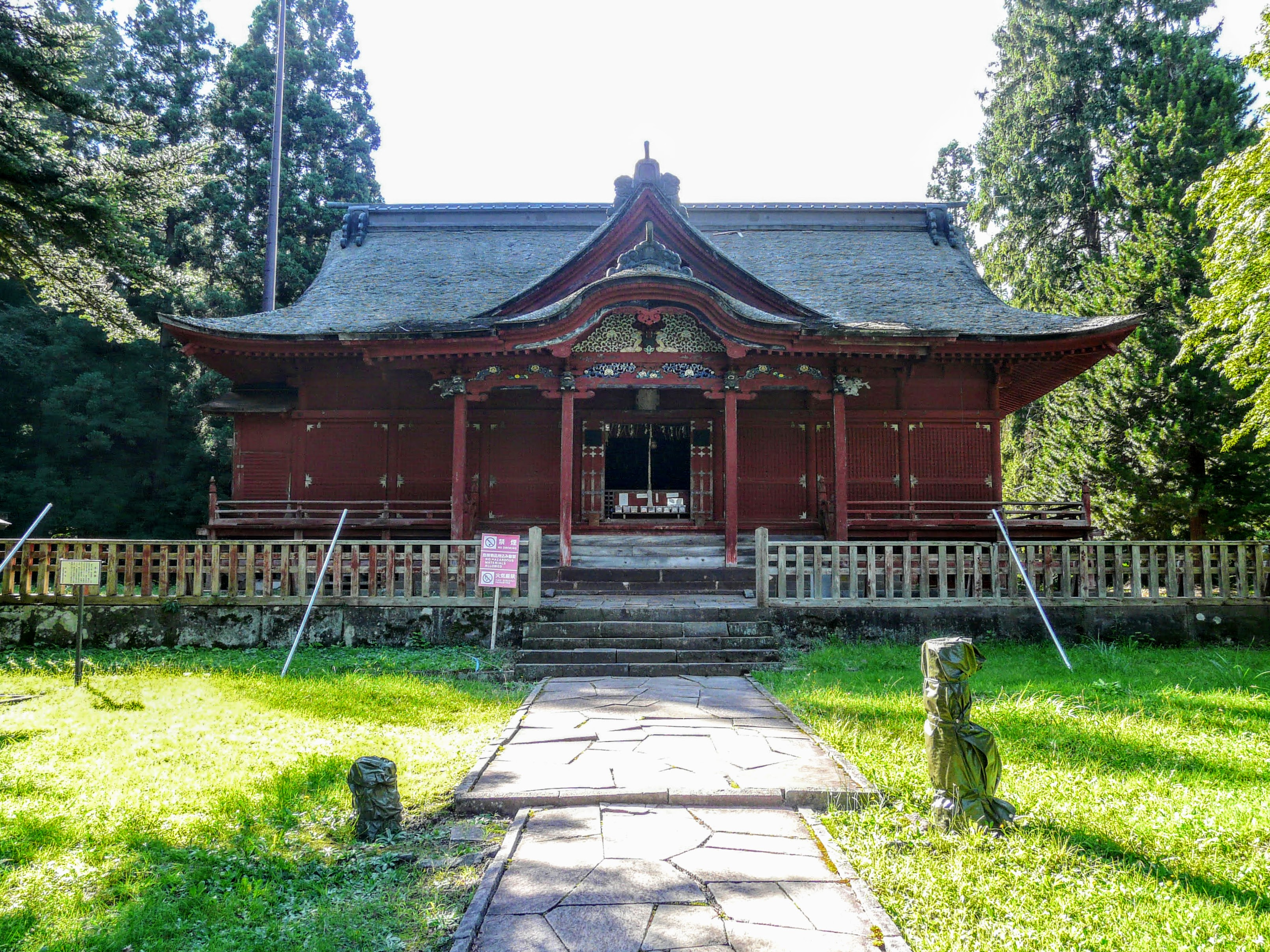

다카테루 신사(일본어: 高照神社 다카테루진자[*])는 일본 아오모리현 히로사키시에 있는 신사이다. 국가 중요 문화재.
원래 명칭은 다카오카 영사(高岡霊社)로, 히로사키번의 4대 번주 쓰가루 노부마사의 묘역에 세워진 노부마사의 영혼을 모신 신사로, 메이지 시대 합사의 종교원칙에 따라 1877년에 각종 신령들과 히로사키번 초대 번주 쓰가루 다메노부도 합사하면서, 다메노부와 노부마사를 함께 모셔 놓았다. 보물전에는 다메노부가 가신들로부터 봉납받은 도검들과 도요토미 히데요시로부터 하사받았다는 도모나리의 검 등이 있다.